# گوش‌خراش شکم‌حنایی
گوش‌خراش شکم‌حنایی یا قُدقُدی شکم‌حنایی (نام علمی: Ortalis wagleri) نام یک گونه از سرده قدقدی است.